# 명동에 흐르는 세월
《명동에 흐르는 세월》은 1971년에 개봉한 대한민국의 영화이다.

## 캐스팅
- 장동휘
- 박노식
- 최무룡
- 김지미
- 윤정희
- 최성호
- 황정순
- 황해
- 김지연
- 황인철
- 김남일
- 장혁
- 독고성
- 문오장
- 장훈
- 최준
- 한주열
- 이승현
- 황백
- 최병철
- 이대엽
- 김문주
- 한태일
- 마도식
- 손숭문
- 조영수
- 최재호
- 김광일
- 김영인
- 조춘
- 이동출
- 남충일
- 김민수
- 김난영